# Josephine Dillon
Josephine Dillon   (Denver, 26 de gener de 1884 - Glendale, 10 de novembre de 1971) va ser una actriu i professora d'actuació estatunidenca. Va ser la mecenes de Clark Gable, entrenadora d'actuació i la seva primera dona.

## Primers anys i educació
Nascuda a Denver, Colorado, Dillon va ser un dels sis fills del jutge Henry Clay Dillon. Era la germana petita de la cantant d'òpera Enrica Clay Dillon. El pare de Dillon es va convertir en fiscal de districte a Los Angeles mentre que la seva mare era una destacada socialite. Dillon es va educar al sistema escolar públic de Califòrnia i a Europa. Més tard va estudiar interpretació a la Universitat Stanford.

## Carrera
Després de graduar-se a Stanford el 1908, Dillon va estudiar interpretació a Itàlia durant un any abans de tornar als Estats Units per actuar a Broadway per a la societat anònima de l'actor Edward Everett Horton a la ciutat de Nova York. Dillon finalment va decidir abandonar la seva carrera per ensenyar interpretació. Es va traslladar a Portland, Oregon, on va obrir "el Little Theatre", una escola d'actuació a la qual assistien estudiants rics de la zona.
Va ser al Little Theatre on Dillon va conèixer un desconegut aspirant a un actor de 17 anys, que es deia WC Gable, mentre treballava com a directora d'escena per als Red Lantern Players. Inicialment, va ser l'entrenadora d'actuació de Gable, però els dos van començar una relació romàntica després que Dillon es va interessar especialment per Gable. Dillon es va convertir en el seu mecenes, pagant per arreglar les dents i pentinar-se els cabells. Ella el va guiar en la construcció del seu cos crònicament malnodrit i li va ensenyar un millor control corporal i postura. Va passar un temps considerable entrenant la seva veu naturalment aguda, que Gable va aconseguir baixar lentament, i per obtenir una millor ressonància i to. A mesura que milloraven els seus hàbits de parla, les expressions facials de Gable es van fer més naturals i convincents. Després del llarg període d'entrenament rigorós, Dillon finalment el va considerar preparat per intentar una carrera cinematogràfica a Los Angeles.
Dillon es va traslladar a Los Angeles l'estiu de 1924 on va obrir The Dillon Stock Company. Cinc mesos després, Gable es va unir a ella. Es van casar poc després el 18 de desembre de 1924. A la llicència de matrimoni, Gable va afirmar que tenia 24 anys, mentre que Dillon va afirmar que en tenia 34. Dillon va continuar treballant amb Gable en la seva interpretació i veu mentre anava a les audicions. Durant aquest temps, Gable va seguir el consell de Dillon d'utilitzar el seu segon nom, "Clark", com a nom professional. Durant els anys vinents, la carrera de Clark Gable va guanyar impuls amb papers escènics i de cinema menors. Després d'aparèixer a l'obra Machinal el 1929 i poc abans de signar amb MGM, Gable va demanar el divorci a Dillon. Dillon va recordar més tard que havia demanat el divorci diverses vegades abans, però ella es va negar perquè no creia que ho volia dir. Va sol·licitar la separació legal el 28 de març de 1929. El seu divorci es va convertir en definitiu l'1 d'abril de 1930. Dos dies després, Gable es va casar amb l'adinerada socialite Maria Franklin Prentiss Lucas Langham, sobrenomenada "Rhea".

## Carrera posterior
El 1940, Dillon va començar a ensenyar interpretació al Christian College (ara conegut com a Columbia College) a Columbia, Missouri. Aquell mateix any, va escriure Modern Acting. El llibre descriu amb detall la formació que va fer Gable durant un període de sis anys i mig. En tornar a Califòrnia, Dillon va continuar ensenyant interpretació. Entre els seus alumnes hi havia Bruce Cabot, Gary Cooper, Donna Reed, Rita Hayworth i Linda Darnell. El 1944, va fer les seves només dues aparicions al cinema en papers petits a The Lady and the Monster i Men on Her Mind.
En els anys posteriors al seu divorci, Clark Gable es va convertir en un dels homes principals més populars de l'època i guanyaria un premi de l'Acadèmia el 1934. També es va casar quatre vegades més. Gable poques vegades parlava públicament del seu matrimoni amb Dillon. En una declaració emesa per MGM l'any 1932, Gable va negar els rumors que s'havia casat amb Dillon únicament per continuar la seva carrera. Va afirmar que només estava motivat per l'amor i va afegir que "tenia [Dillon] un deute de gratitud" per guiar la seva carrera inicial. Dillon, que mai es va tornar a casar, es va negar a parlar despectivament del seu famós exmarit. Ella només diria que els dos es van casar "només de nom", el que implica que el matrimoni no es va consumar. El cosí de Dillon va dir més tard que Dillon "va portar una torxa fins al dia de la seva mort per a [Gable]. Aquest va ser el seu únic amor real."
Durant la dècada de 1950 i principis dels 60, Dillon va continuar ensenyant interpretació i va viure en una petita casa a la vall de San Fernando. El juliol de 1956, la revista Confidential va publicar una història que afirmava que Dillon estava "avall i fora" i que Clark Gable es va negar a ajudar-la. Dillon va negar que la història fos certa i més tard va testificar contra els editors de la revista en un judici per difamació l'agost de 1957. Després del judici, Dillon va perdre molts dels seus estudiants d'actuació a causa de la publicitat. Gairebé va perdre la seva casa i més tard va revelar que Gable li havia enviat diners per evitar l'execució hipotecària. Després de la mort de Gable el novembre de 1960, la premsa va informar que el seu testament estipulava que la resta de la hipoteca de Dillon fos pagada íntegrament pel seu patrimoni.

## Anys posteriors i mort
Dillon va continuar treballant com a professora d'actuació fins que la mala salut la va obligar a retirar-se a mitjans dels anys seixanta. En els anys posteriors a la mort de Gable, es van publicar diverses biografies de l'actor que esmentaven el seu matrimoni amb Dillon. Més tard va informar que rebia regularment cartes i trucades telefòniques abusives i insultants dels seguidors de Gable malgrat que mai el va menysprear públicament.
L'11 de novembre de 1971, va morir després d'una "malaltia llarga" en un sanatori de Rockhaven a Glendale, Califòrnia. Està enterrada al Calvary Cemetery a l'est de Los Angeles.

## Filmografia
- Men on Her Mind (1944) - Paper indeterminat (sense acreditar)
- La dama i el monstre (1944) - L'àvia de Mary Lou (última aparició)